# Кейт дель Кастільйо
Кейт дель Кастільйо-Негрете Трільйо (ісп. Kate del Castillo Negrete Trillo; нар. 23 жовтня 1972, Мехіко) — мексиканська акторка театру, кіно та телебачення.

## Життєпис
Народилася 23 жовтня 1972 року у Мехіко в родині актора Еріка дель Кастільйо та його другої дружини Кейт Трільйо Грем. Її старша сестра — телеведуча Вероніка дель Кастільйо (нар. 1970), старший брат від попереднього шлюбу батька з акторкою Роксаною Білліні Сантамарія — юрист Понсіано дель Кастільйо (нар. 1965). 
1978 року почала зніматися в кіно. 1991 року дебютувала на телебаченні, виконавши роль Летисії Бустаманте у теленовелі «Дівчатка», за яку була номінована на премію TVyNovelas у категорії найкраща жіноча роль — відкриття. 1995 року за роль Нарди Ломбардо у серіалі «Кришталева імперія» отримала премію TVyNovelas як найкраща молода акторка. Того ж року з'явилася у кліпі Рікі Мартіна на пісню «Fuego de noche, nieve de dia». Пізніше зіграла головні ролі у теленовелах «Одного разу в нас виростуть крила» (1997) за участю Умберто Суріта та Синтії Клітбо, та «Рамона» (2000).
2005 року була номінована на премію Арієль у категорії найкраща акторка за головну роль у фільмі «Американська віза» болівійця Хуана Карлоса Вальдівії, де зіграла разом з Деміаном Бічіром. Наступного року знялася в американському фільмі «Прикордонне містечко» за участю Дженніфер Лопес та Антоніо Бандераса. Світове визнання принесла роль Терези Мендоса у серіалі «Королева Півдня» (2011) виробництва Telemundo за однойменним романом Артуро Переса-Реверте. Також успішною була роль Емілії Уркіси, вигаданої першої леді Мексики, у серіалі виробництва Netflix «Некерована» (2017) у жанрі політичного трилеру. 2019 року серіал «Королева Півдня» було продовжено на другий сезон, де вона знову виконала головну роль.
2015 року акторка отримала американське громадянство. Постійно мешкає в Лос-Анджелесі, Каліфорнія.

## Особисте життя
Дель Кастільйо двічі була у шлюбі, кожен з яких завершився розлученням:
- 2001—2004 — Луїс Гарсія Постіго, мексиканський футболіст.
- 2009—2011 — Аарон Діас, мексикансько-американський актор, співак та модель.

## Вибрана фільмографія
| Рік       |    | Українська назва                  | Оригінальна назва                     | Роль                                   |
| --------- | -- | --------------------------------- | ------------------------------------- | -------------------------------------- |
| 1991—1992 | с  | Дівчатка                          | Muchachitas                           | Летисія Бустаманте                     |
| 1992—1993 | с  | Чарівна молодість                 | Màgica juventud                       | Фернанда Гутьєррес                     |
| 1994—1995 | с  | Кришталева імперія                | Imperio de cristal                    | Нарда Ломбардо                         |
| 1995—2001 | с  | Жінка, випадки з реального життя  | Mujer, casos de la vida real          | різні персонажі                        |
| 1997      | с  | Одного разу в нас виростуть крила | Alguna vez tendremos alas             | Ана Ернандес Лопес                     |
| 1998      | с  | Брехня                            | La mentira                            | Вероніка Фернандес-Негрете де Асунсоло |
| 2000      | с  | Рамона                            | Ramona                                | Рамона Морено Гонзага                  |
| 2005      | ф  | Американська віза                 | American Visa                         | Бланка                                 |
| 2006      | ф  | Прикордонне містечко              | Bordertown                            | Елена Діас                             |
| 2007      | ф  | Работоргівля                      | Trade                                 | Лаура                                  |
| 2008      | ф  | Під одним Місяцем                 | La misma luna                         | Росаріо                                |
| 2009      | с  | Косяки                            | Weeds                                 | Пілар Суасо                            |
| 2011      | с  | Королева Півдня                   | La Reina del Sur                      | Тереза Мендоса                         |
| 2011      | с  | C.S.I.: Місце злочину Маямі       | C.S.I.: Miami                         | Аніта Торрес                           |
| 2012      | с  | Грімм                             | Grimm                                 | Валентина Еспіноса                     |
| 2012      | с  | Даллас                            | Dallas                                | Марісела Руїс                          |
| 2014      | мф | Книга життя                       | The Book of Life                      | Ла Муерте (Катріна)                    |
| 2015      | с  | Незаймана Джейн                   | Jane the Virgin                       | Лусіана Леон                           |
| 2015      | ф  | 33                                | Los 33                                | Кеті Вальдівія де Сепульведа           |
| 2016      | с  | Теленовела                        | Telenovela                            | Кейт                                   |
| 2016      | с  | Революція: Битви за Селаю         | La Revolution - La batallas de Celaya | Хоакіна                                |
| 2017—2018 | с  | Некерована                        | Ingobernable                          | Емілія Уркіса                          |
| 2019      | с  | Королева Півдня 2                 | La Reina del Sur 2                    | Тереза Мендоса                         |
| 2020      | ф  | Погані хлопці назавжди            | Bad Boys for Life                     | Ісабель Арета                          |
| 2024—2025 | с  | Прибиральниця                     | The Cleaning Lady                     | Рамона Санчес                          |

## Нагороди
TVyNovelas Awards
- 1995 — Найкраща молода акторка (Кришталева імперія).

People en Español
- 2011 — Найкраща акторка (Королева Півдня).